# Nandha Kumar Sekar
Nandha Kumar Sekar (Chennai, 20 dicembre 1995) è un calciatore indiano, attaccante dell'East Bengal.

## Carriera

### Club
Ha fatto il suo debutto professionale nella I-League con il Chennai City il 19 febbraio 2017 contro lo Shillong Lajong. Segna il suo primo gol con questa maglia il 12 marzo dello stesso anno, nel match vinto 2-1 contro l'East Bengal. Nel febbraio 2018 passa in prestito al Delhi Dynamos, squadra militante nella Indian Super League, per poi essere acquistato a titolo definitivo dalla stessa a partire dalla stagione successiva.

### Nazionale
Ha esordito con la nazionale indiana Under-23 in un'amichevole contro i pari età di Singapore.
Nel 2023 ha esordito nella nazionale maggiore indiana.

## Statistiche

### Presenze e reti nei club
| Stagione                    | Squadra                     | Campionato                  | Campionato | Campionato | Coppe nazionali | Coppe nazionali | Coppe nazionali | Coppe continentali | Coppe continentali | Coppe continentali | Altre coppe | Altre coppe | Altre coppe | Totale | Totale |
| Stagione                    | Squadra                     | Comp                        | Pres       | Reti       | Comp            | Pres            | Reti            | Comp               | Pres               | Reti               | Comp        | Pres        | Reti        | Pres   | Reti   |
| --------------------------- | --------------------------- | --------------------------- | ---------- | ---------- | --------------- | --------------- | --------------- | ------------------ | ------------------ | ------------------ | ----------- | ----------- | ----------- | ------ | ------ |
| gen.-giu. 2017              | Chennai City                | IL                          | 6          | 2          | FC              | 3               | 0               | -                  | -                  | -                  | -           | -           | -           | 9      | 2      |
| 2017-2018                   | Delhi Dynamos               | ISL                         | 9          | 1          | SC              | 1               | 0               | -                  | -                  | -                  | -           | -           | -           | 10     | 1      |
| 2018-2019                   | Delhi Dynamos               | ISL                         | 14         | 2          | SC              | 3               | 1               | -                  | -                  | -                  | -           | -           | -           | 17     | 3      |
| 2019-2020                   | Odisha                      | ISL                         | 16         | 0          | -               | -               | -               | -                  | -                  | -                  | -           | -           | -           | 16     | 0      |
| 2020-2021                   | Odisha                      | ISL                         | 11         | 0          | -               | -               | -               | -                  | -                  | -                  | -           | -           | -           | 11     | 0      |
| 2021-2022                   | Odisha                      | ISL                         | 12         | 1          | -               | -               | -               | -                  | -                  | -                  | -           | -           | -           | 12     | 1      |
| 2022-2023                   | Odisha                      | ISL                         | 19+1       | 6          | SC              | 5               | 4               | QAFC Cup           | 1                  | 0                  | DC          | 5           | 1           | 31     | 11     |
| Totale Delhi Dynamos/Odisha | Totale Delhi Dynamos/Odisha | Totale Delhi Dynamos/Odisha | 82         | 4          |                 | 9               | 5               |                    | 1                  | 0                  |             | 5           | 1           | 97     | 10     |
| 2023-2024                   | East Bengal                 | ISL+CPD                     | 19+1       | 5+1        | SC              | 5               | 2               | -                  | -                  | -                  | DC          | 6           | 2           | 31     | 10     |
| 2024-2025                   | East Bengal                 | ISL                         | 17         | 0          | SC              | 1               | 0               | AFC2+ACL           | 1+3                | 0+1                | DC          | 1           | 1           | 23     | 2      |
| 2025-2026                   | East Bengal                 | ISL                         | 0          | 0          | SC              | 0               | 0               | -                  | -                  | -                  | DC          | 2           | 0           | 2      | 0      |
| Totale East Bengal          | Totale East Bengal          | Totale East Bengal          | 37         | 6          |                 | 6               | 2               |                    | 4                  | 1                  |             | 9           | 3           | 56     | 12     |
| Totale carriera             | Totale carriera             | Totale carriera             | 125        | 12         |                 | 18              | 7               |                    | 5                  | 1                  |             | 14          | 4           | 162    | 24     |

### Cronologia presenze e reti in nazionale
| Cronologia completa delle presenze e delle reti in nazionale ― India | Cronologia completa delle presenze e delle reti in nazionale ― India | Cronologia completa delle presenze e delle reti in nazionale ― India | Cronologia completa delle presenze e delle reti in nazionale ― India | Cronologia completa delle presenze e delle reti in nazionale ― India | Cronologia completa delle presenze e delle reti in nazionale ― India | Cronologia completa delle presenze e delle reti in nazionale ― India | Cronologia completa delle presenze e delle reti in nazionale ― India |
| Data                                                                 | Città                                                                | In casa                                                              | Risultato                                                            | Ospiti                                                               | Competizione                                                         | Reti                                                                 | Note                                                                 |
| -------------------------------------------------------------------- | -------------------------------------------------------------------- | -------------------------------------------------------------------- | -------------------------------------------------------------------- | -------------------------------------------------------------------- | -------------------------------------------------------------------- | -------------------------------------------------------------------- | -------------------------------------------------------------------- |
| 12-6-2023                                                            | Bhubaneswar                                                          | India                                                                | 1 – 0                                                                | Vanuatu                                                              | Coppa Intercontinentale 2023 - 1º turno                              | -                                                                    | 66’                                                                  |
| 18-6-2023                                                            | Bhubaneswar                                                          | India                                                                | 2 – 0                                                                | Libano                                                               | Coppa Intercontinentale 2023 - Finale                                | -                                                                    | 90+1’                                                                |
| 21-6-2023                                                            | Bengaluru                                                            | India                                                                | 4 – 0                                                                | Pakistan                                                             | SAFF Championship 2023 - 1º turno                                    | -                                                                    | 65’                                                                  |
| 13-10-2023                                                           | Kuala Lumpur                                                         | Malaysia                                                             | 4 – 2                                                                | India                                                                | Pestabola Merdeka 2023 - Semifinale                                  | -                                                                    | 80’                                                                  |
| 11-6-2024                                                            | Al Rayyan                                                            | Qatar                                                                | 2 – 1                                                                | India                                                                | Qual. Mondiali 2026                                                  | -                                                                    | 87’                                                                  |
| 3-9-2024                                                             | Hyderabad                                                            | India                                                                | 0 – 0                                                                | Mauritius                                                            | Coppa Intercontinentale 2024 - 1º turno                              | -                                                                    | 46’                                                                  |
| 9-9-2024                                                             | Hyderabad                                                            | India                                                                | 0 – 3                                                                | Siria                                                                | Coppa Intercontinentale 2024 - 1º turno                              | -                                                                    | 77’                                                                  |
| Totale                                                               |                                                                      | Presenze                                                             | 7                                                                    |                                                                      | Reti                                                                 | 0                                                                    |                                                                      |

## Palmarès

### Club

#### Competizioni regionali
- Chennai Football League: 1

Hindustan Eagles: 2014-2015

#### Competizioni nazionali
- Super Cup: 2

Odisha: 2023
East Bengal: 2024

### Nazionale
- Coppa Intercontinentale (India): 1

2023
- SAFF Championship: 1

2023